# Anna Plichta
Pour les articles homonymes, voir Plichta.
Anna Plichta, née le 10 février 1992 à Krzywaczka, est une coureuse cycliste professionnelle polonaise, active de 2016 à 2021.

## Biographie
En octobre 2020, il est annoncé qu'elle signe avec Lotto Soudal pour deux ans. Elle met finalement un terme à sa carrière un an plus tard, ayant perdu le plaisir de son métier.

## Palmarès sur route

### Par années
- 2015
  - 3e du Tour de Feminin - O cenu Ceskeho Svycarska
- 2016
  - 2e du Tour de Feminin - O cenu Ceskeho Svycarska
  - 2e du championnat de Pologne sur route
- 2017
  - 3e du championnat de Pologne sur route
- 2019
  -  Championne de Pologne du contre-la-montre
- 2020
  -  Championne de Pologne du contre-la-montre
  - 7e du championnat d'Europe du contre-la-montre

### Classements mondiaux
| Année                                 | 2014 | 2015 | 2016 | 2017 | 2018 | 2019 | 2020 | 2021 |
| ------------------------------------- | ---- | ---- | ---- | ---- | ---- | ---- | ---- | ---- |
| Classement UCI                        | 174e | 163e | 121e | 229e | 420e | 153e | 137e | 556e |
| UCI World Tour                        |      |      | 163e | 115e | 157e | 74e  | nc   | nc   |
|                                       |      |      |      |      |      |      |      |      |
| Légende : nc = non classéSource : UCI |      |      |      |      |      |      |      |      |